# Mickey Bullock
Mickey Bullock (Stoke-on-Trent, Inglaterra; 2 de octubre de 1946 – 27 de diciembre de 2024) fue un futbolista y entrenador de fútbol inglés que jugó en la posición de delantero centro.

## Carrera

### Jugador
| Periodo   | Club               | Apariciones | Goles |
| --------- | ------------------ | ----------- | ----- |
| 1963–1967 | Birmingham City FC | 27          | 10    |
| 1967–1968 | Oxford United FC   | 59          | 15    |
| 1968–1976 | Leyton Orient FC   | 277         | 65    |
| 1976–1981 | Halifax Town AFC   | 106         | 19    |

### Entrenador
| Periodo   | Club             |
| --------- | ---------------- |
| 1981–1984 | Halifax Town AFC |
| 1986–1987 | Goole Town       |
| 1987–1991 | Ossett Town AFC  |

## Logros

### Jugador
- Tercera División de Inglaterra (2): 1967/68, 1969/70
- London Challenge Cup (2): 1972, 1973

### Entrenador
- Northern Counties East Football League Division Two (1): 1988/89
- Northern Counties East Football League League Cup (1): 1989/90